# Avión asesino
Avión asesino es un collage dadaísta de 1920 del alemán Max Ernst. Las primeras publicaciones identifican esta pieza simplemente como "un collage sin título". : 33 & 145 p.  : 40-41 & 208 pp. Un libro, en el que Max Ernst hizo algunas contribuciones, identifica la pieza como "Sin título o La avión mortal (L'avionne meurtrière)". : 76 p. 
Representa en primer plano un avión monstruoso con brazos humanos volando bajo sobre un amplio campo abierto. En la esquina inferior derecha, a media distancia dos soldados llevan a un tercer soldado herido. El movimiento dadaísta se creó en parte como una respuesta crítica a la Primera Guerra Mundial. Esto tuvo un significado especial para Ernst, que sirvió en la guerra. Esta obra fue una declaración sobre el advenimiento de la guerra aérea que se produjo con esta contienda.